# Brachystelma glabriflorum
Brachystelma glabriflorum là một loài thực vật có hoa trong họ La bố ma. Loài này được (F.Muell.) Schltr. mô tả khoa học đầu tiên năm 1913.